# Dante Cunningham
Dante Lamar Cunningham (Clinton, 22 aprile 1987) è un cestista statunitense.

## Carriera
È stato selezionato dai Portland Trail Blazers al secondo giro del Draft NBA 2009 (33ª scelta assoluta).

## Statistiche

### NCAA
| Anno      | Squadra            | PG  | PT  | MP   | TC%  | 3P%  | TL%  | RP  | AP  | PRP | SP  | PP   |
| --------- | ------------------ | --- | --- | ---- | ---- | ---- | ---- | --- | --- | --- | --- | ---- |
| 2005-2006 | Villanova Wildcats | 33  | 5   | 19,1 | 46,8 | -    | 39,4 | 4,0 | 0,8 | 0,8 | 0,6 | 2,2  |
| 2006-2007 | Villanova Wildcats | 33  | 27  | 27,3 | 51,3 | 100  | 77,9 | 5,4 | 0,7 | 1,3 | 0,6 | 8,7  |
| 2007-2008 | Villanova Wildcats | 34  | 34  | 29,9 | 53,8 | -    | 69,9 | 6,3 | 1,1 | 1,3 | 0,9 | 10,3 |
| 2008-2009 | Villanova Wildcats | 38  | 38  | 31,5 | 52,5 | 0,0  | 69,7 | 7,5 | 1,2 | 1,2 | 1,2 | 16,1 |
| Carriera  | Carriera           | 138 | 104 | 27,1 | 52,2 | 33,3 | 69,6 | 5,9 | 1,0 | 1,2 | 0,8 | 9,6  |

#### Massimi in carriera
- Massimo di punti: 31 (2 volte)[1]
- Massimo di rimbalzi: 13 (3 volte)
- Massimo di assist: 6 vs Syracuse (22 febbraio 2009)
- Massimo di palle rubate: 5 (2 volte)
- Massimo di stoppate: 4 (2 volte)
- Massimo di minuti giocati: 45 vs Seton Hall (6 gennaio 2009)

### NBA

#### Regular Season
| Anno      | Squadra             | PG  | PT  | MP   | TC%  | 3P%  | TL%  | RP  | AP  | PRP | SP  | PP  |
| --------- | ------------------- | --- | --- | ---- | ---- | ---- | ---- | --- | --- | --- | --- | --- |
| 2009-2010 | Portland T. Blazers | 63  | 2   | 11,2 | 49,5 | 0,0  | 64,6 | 2,5 | 0,2 | 0,4 | 0,3 | 3,9 |
| 2010-2011 | Portland T. Blazers | 56  | 9   | 19,8 | 43,3 | 0,0  | 71,1 | 3,4 | 0,5 | 0,7 | 0,6 | 5,1 |
| 2010-2011 | Charlotte Bobcats   | 22  | 9   | 24,0 | 50,8 | 11,1 | 76,5 | 4,0 | 0,6 | 0,7 | 0,5 | 9,0 |
| 2011-2012 | Memphis Grizzlies   | 64  | 5   | 17,6 | 51,6 | 0,0  | 65,2 | 3,8 | 0,6 | 0,7 | 0,5 | 5,2 |
| 2012-2013 | Minnesota T'wolves  | 80  | 9   | 25,1 | 46,8 | 0,0  | 65,0 | 5,1 | 0,8 | 1,1 | 0,5 | 8,7 |
| 2013-2014 | Minnesota T'wolves  | 81  | 7   | 20,2 | 46,4 | 0,0  | 56,7 | 4,1 | 1,0 | 0,8 | 0,7 | 6,3 |
| 2014-2015 | N.O. Pelicans       | 66  | 27  | 25,0 | 45,7 | 10,0 | 61,7 | 3,9 | 0,8 | 0,7 | 0,6 | 5,2 |
| 2015-2016 | N.O. Pelicans       | 80  | 46  | 24,6 | 45,1 | 31,6 | 69,5 | 3,0 | 1,0 | 0,5 | 0,4 | 6,1 |
| 2016-2017 | N.O. Pelicans       | 66  | 35  | 25,0 | 48,5 | 39,2 | 59,3 | 4,2 | 0,6 | 0,6 | 0,4 | 6,6 |
| 2017-2018 | N.O. Pelicans       | 51  | 24  | 21,9 | 44,0 | 32,4 | 55,6 | 3,8 | 0,5 | 0,5 | 0,3 | 5,0 |
| 2017-2018 | Brooklyn Nets       | 22  | 1   | 20,3 | 46,8 | 38,3 | 68,8 | 4,8 | 1,0 | 0,5 | 0,6 | 7,5 |
| 2018-2019 | San Antonio Spurs   | 64  | 21  | 14,5 | 47,5 | 46,2 | 77,8 | 2,9 | 0,8 | 0,4 | 0,2 | 3,0 |
| Carriera  | Carriera            | 715 | 195 | 20,8 | 46,9 | 34,5 | 64,9 | 3,7 | 0,7 | 0,6 | 0,5 | 5,8 |

#### Playoffs
| Anno     | Squadra             | PG | PT | MP   | TC%  | 3P%  | TL%  | RP  | AP  | PRP | SP  | PP  |
| -------- | ------------------- | -- | -- | ---- | ---- | ---- | ---- | --- | --- | --- | --- | --- |
| 2010     | Portland T. Blazers | 5  | 0  | 8,4  | 60,0 | 0,0  | 83,3 | 2,6 | 0,0 | 1,0 | 0,0 | 4,6 |
| 2012     | Memphis Grizzlies   | 7  | 0  | 7,0  | 36,4 | -    | -    | 1,6 | 0,0 | 0,1 | 0,3 | 1,1 |
| 2015     | N.O. Pelicans       | 4  | 0  | 18,8 | 81,8 | -    | 100  | 4,5 | 0,5 | 0,8 | 1,0 | 5,3 |
| 2019     | San Antonio Spurs   | 5  | 0  | 2,6  | 66,7 | 100  | -    | 1,2 | 0,0 | 0,0 | 0,0 | 1,2 |
| Carriera | Carriera            | 21 | 0  | 8,5  | 60,0 | 66,7 | 88,9 | 2,3 | 0,1 | 0,4 | 0,3 | 2,8 |

#### Massimi in carriera
- Massimo di punti: 23 vs Portland Trail Blazers (4 febbraio 2013)[2]
- Massimo di rimbalzi: 14 vs Minnesota Timberwolves (27 marzo 2012)
- Massimo di assist: 6 vs Charlotte Bobcats (10 gennaio 2014)
- Massimo di palle rubate: 5 vs Boston Celtics (16 novembre 2013)
- Massimo di stoppate: 5 vs Utah Jazz (9 febbraio 2015)
- Massimo di minuti giocati: 46 vs Memphis Grizzlies (11 marzo 2016)